# Alex Gordon (beisbolista)
Alex Jonathan Gordon (Lincoln, Nebraska, 10 de febrero de 1984), más conocido como Alex Gordon, es un exjugador profesional estadounidense de béisbol que se desempeñó en la posición de jardinero izquierdo en las Grandes Ligas de Béisbol (MLB). Logró obtener ocho Guantes de Oro.

## Carrera
Gordon jugó como profesional catorce temporadas en Kansas City Royals (2007-2020), equipo en el que se retiró.

## Premios
Fue galardonado con el Guante de Oro en ocho oportunidades (2011, 2012, 2013, 2014, 2017, 2018, 2019 y 2020).